# Phrynobatrachus natalensis
Phrynobatrachus natalensis é uma espécie de anfíbio da família Petropedetidae.

## Distribuição geográfica
Pode ser encontrada nos seguintes países: Angola, Benim, Botswana, Burundi, Camarões, República Centro-Africana, República do Congo, República Democrática do Congo, Costa do Marfim, Eritreia, Etiópia, Gâmbia, Gana, Guiné, Guiné-Bissau, Quénia, Libéria, Malawi, Mali, Moçambique, Namíbia, Nigéria, Ruanda, Senegal, Serra Leoa, África do Sul, Sudão, Suazilândia, Tanzânia, Togo, Uganda, Zâmbia, Zimbabwe, e possivelmente Burkina Faso, Chade, Lesoto e Mauritânia.

## Habitats
Os seus habitats naturais são: florestas secas tropicais ou subtropicais, florestas subtropicais ou tropicais húmidas de baixa altitude, regiões subtropicais ou tropicais húmidas de alta altitude, savanas áridas, savanas húmidas, matagal árido tropical ou subtropical, matagal húmido tropical ou subtropical, campos de gramíneas subtropicais ou tropicais secos de baixa altitude, campos de gramíneas de baixa altitude subtropicais ou tropicais sazonalmente húmidos ou inundados, campos de altitude subtropicais ou tropicais, rios, rios intermitentes, pântanos, lagos de água doce, marismas de água doce, marismas intermitentes de água doce, terras aráveis, pastagens, jardins rurais, áreas urbanas, florestas secundárias altamente degradadas, lagoas e áreas agrícolas temporariamente alagadas.